# Word of God Speak
"Word of God Speak" é uma canção gravada pela banda MercyMe.
É o segundo single do segundo álbum de estúdio lançado a 1 de outubro de 2002, Spoken For.

## Desempenho nas paradas musicais
| Parada musical (2003)            | Posição |
| -------------------------------- | ------- |
| Estados Unidos - Christian Songs | 1       |